# (775) Lumière
(775) Lumière ist ein Asteroid des Hauptgürtels, der am 6. Januar 1914 vom französischen Astronomen Joanny-Philippe Lagrula in Nizza entdeckt wurde.
Der Asteroid ist nach den Erfindern des Cinématographen und Pionieren der Kinogeschichte, Auguste und Louis Lumière, benannt.
Weitere Bahnparameter sind:
- Länge des aufsteigenden Knotens: 298,01°
- Argument des Perihels: 170,131°